# Głowa na tranzystorach
Głowa na tranzystorach – powieść dla młodzieży Hanny Ożogowskiej z 1968 roku.
Akcja powieści to perypetie klasy 6a w jednej ze stołecznych szkół podstawowych. Miejscem akcji jest głównie Warszawa. Najważniejszym bohaterem jest Marcin Bigoszewski. Ma on braci: starszego Wacka i młodszego Piotrusia. Nie jest zbyt grzecznym chłopcem, dlatego pojawiają się konflikty i sprzeczności z rodzicami. 